# Локи в президенты
«Локи в президенты» (англ. Vote Loki) — серия комиксов, состоящая из 4 выпусков, которую в 2016 году издавала компания Marvel Comics в преддверии президентских выборов. По сюжету Локи баллотируется в президенты, а журналистка Daily Bugle Ниса Контрерас пытается разоблачить его ложь.

### Выпуски
| № | Дата выхода      | Оценка на Comic Book Roundup   | Предполагаемый объём продаж (первый месяц) |
| - | ---------------- | ------------------------------ | ------------------------------------------ |
| 1 | 15 июня 2016     | 6,7 из 10 на основе 9 рецензий | 29 502, позиция в Северной Америке — 84    |
| 2 | 6 июля 2016      | 8,3 из 10 на основе 3 рецензий | 20 881, позиция в Северной Америке — 110   |
| 3 | 3 августа 2016   | 8 из 10 на основе 1 рецензии   | 16 383, позиция в Северной Америке — 150   |
| 4 | 21 сентября 2016 | 8,6 из 10 на основе 1 рецензии | 13 300, позиция в Северной Америке — 153   |

### Сборники
| Название  | Тип            | Дата выхода    | Собранный материал                                                          | ISBN                           | Предполагаемый объём продаж (первый месяц) |
| --------- | -------------- | -------------- | --------------------------------------------------------------------------- | ------------------------------ | ------------------------------------------ |
| Vote Loki | Мягкая обложка | 5 октября 2016 | Vote Loki #1-4; материалы из Journey Into Mystery #85, Avengers (1963) #300 | 978-1-302-90262-9, 13029-02628 | 1 540, позиция в Северной Америке — 68     |

## Отзывы
На сайте Comic Book Roundup серия имеет оценку 7,9 из 10 на основе 14 рецензий. Грег Макэлхаттон из Comic Book Resources, обозревая первый выпуск, посчитал, что он «не соответствует своему потенциалу». Джастин Партридж из Newsarama дал дебютному выпуску 8 баллов из 10 и написал, что «это история, хорошо подходящая для сегодняшнего политического климата».

## В других медиа
Элементы серии были адаптированы для пятого эпизода телесериала «Локи», выходившего на Disney+ в рамках Кинематографической вселенной Marvel. В нём вариант Локи из комикса ведёт армию против команды Ребёнка Локи.